# Cethosia tambora
Cethosia tambora är en fjärilsart som beskrevs av William Doherty 1891. Cethosia tambora ingår i släktet Cethosia och familjen praktfjärilar. Inga underarter finns listade i Catalogue of Life.